# Polyptychus undatus
Polyptychus undatus är en fjärilsart som beskrevs av Rothschild och Jordan 1903. Polyptychus undatus ingår i släktet Polyptychus och familjen svärmare. Inga underarter finns listade i Catalogue of Life.